# 原三国時代
原三国時代（げんさんごくじだい）は、朝鮮の歴史区分の一つ。紀元前108年に漢四郡が置かれ、百済・新羅が国家としての体裁を整える4世紀中頃までの朝鮮半島を差す。

## 概要
三国時代の前段階という観点から、原三国時代とか、原三国期と呼ぶ。この時代の特色は、陶質土器の製作開始である。
楽浪郡から中国文化を受容し、三韓が国家としての体裁を整えていく過程の時代である。
原三国時代と言う言葉が使われ出したのは、1972年頃からであり、それ以前は金海時代などと呼ばれていた。